# Matthew Briggs
Matthew Anthony Briggs (ur. 9 marca 1991 w Wandsworth) – gujański piłkarz angielskiego pochodzenia występujący na pozycji obrońcy w Gosport Borough oraz reprezentacji Gujany.

## Kariera
Briggs prawie całą swoją karierę spędził w Anglii. Jest wychowankiem Fulham. Z klubu był jednak wielokrotnie wypożyczany. W 2014 roku z niego odszedł. Grał m.in. w Millwall, Chesterfield i Barnet. W 2019 roku przeniósł się do duńskiego HB Køge. Rok później został piłkarzem Dartford. Latem 2020 został zawodnikiem Vejle BK. W lipcu 2021 przeszedł do Gosport Borough.
Briggs występował w wielu młodzieżowych reprezentacjach Anglii. W 2015 roku zdecydował się grać dla Gujany. Zadebiutował 29 marca 2015 roku w meczu z Grenadą. Pierwszego gola zdobył w starciu z Arubą 15 listopada 2019. Został powołany na Złoty Puchar CONCACAF 2019.